# الکساندر اواروف
الکساندر اواروف (انگلیسی: Aleksandr Uvarov؛ زادهٔ ۱۳ ژانویهٔ ۱۹۶۰) بازیکن سابق و مربی فوتبال اهل روسیه است.
از باشگاه‌هایی که در آن بازی کرده‌است می‌توان به باشگاه فوتبال مکابی تل آویو و باشگاه فوتبال دینامو مسکو اشاره کرد.
وی همچنین در تیم ملی فوتبال شوروی بازی کرده‌است.